# Comuna Herăști, Giurgiu
Herăști (în trecut, Herăști-Buciumeni) este o comună în județul Giurgiu, Muntenia, România, formată din satele Herăști (reședința) și Miloșești.

## Așezare
Comuna se află la marginea sud-estică a județului, pe malul stâng al Argeșului, la limita cu județul Călărași. Este străbătută de șoseaua județeană DJ401, care o leagă spre sud de Hotarele (unde se termină în DN5A) și spre vest de Valea Dragului, Vărăști, apoi mai departe în județul Ilfov de Vidra și Berceni (unde se intersectează cu centura Bucureștiului) și București. La Vărăști, din acest drum se ramifică șoseaua județeană DJ401B, care duce spre nord-est în județul Călărași la Budești (unde se termină în DN4).

## Demografie
Componența etnică a comunei Herăști
     Români (66,89%)
     Romi (24,47%)
     Alte etnii (0%)
     Necunoscută (8,64%)
Componența confesională a comunei Herăști
     Ortodocși (91,14%)
     Alte religii (0,13%)
     Necunoscută (8,73%)
Conform recensământului efectuat în 2021, populația comunei Herăști se ridică la 2.223 de locuitori, în scădere față de recensământul anterior din 2011, când fuseseră înregistrați 2.369 de locuitori. Majoritatea locuitorilor sunt români (66,89%), cu o minoritate de romi (24,47%), iar pentru 8,64% nu se cunoaște apartenența etnică. Din punct de vedere confesional, majoritatea locuitorilor sunt ortodocși (91,14%), iar pentru 8,73% nu se cunoaște apartenența confesională.

## Politică și administrație
Comuna Herăști este administrată de un primar și un consiliu local compus din 11 consilieri. Primarul, Ion Manolache[*], de la Partidul Național Liberal, este în funcție din 2016. Începând cu alegerile locale din 2024, consiliul local are următoarea componență pe partide politice:
|  | Partid                    | Consilieri | Componența Consiliului | Componența Consiliului | Componența Consiliului | Componența Consiliului | Componența Consiliului | Componența Consiliului | Componența Consiliului |
|  | ------------------------- | ---------- | ---------------------- | ---------------------- | ---------------------- | ---------------------- | ---------------------- | ---------------------- | ---------------------- |
|  | Partidul Național Liberal | 7          |                        |                        |                        |                        |                        |                        |                        |
|  | Partidul Social Democrat  | 4          |                        |                        |                        |                        |                        |                        |                        |

## Istorie
La sfârșitul secolului al XIX-lea, comuna purta numele de Herăști-Buciumeni, făcea parte din plasa Negoești a județului Ilfov și era formată din satele Buciumeni, Gruiu și Herăști, având 2389 de locuitori ce trăiau în 616 case și 22 de bordeie. În comună existau trei biserici (una în fiecare sat) și două școli mixte (la Herăști și la Buciumeni), iar principalii proprietari de pământ erau C.D. Maratea și A. Stolojan. Anuarul Socec din 1925 consemnează schimbarea numelui comunei în Herăști, comună care făcea parte din plasa Budești a aceluiași județ și avea atunci 3072 de locuitori în aceleași sate. Satele Buciumeni și Gruiu s-au separat în 1930, formând comuna Gruiu.
În 1950, comuna a fost transferată raionului Oltenița din regiunea București. În 1968, ea a revenit la județul Ilfov, reînființat, dar a fost imediat desființată, satul Herăști trecând la comuna Hotarele, împreună cu satul nou-înființat Miloșești. În 1981, o reorganizare administrativă regională a dus la transferarea comunei Hotarele la județul Giurgiu. Comuna Herăști a fost reînființată în 2004, cu satele Herăști și Miloșești.

## Monumente istorice

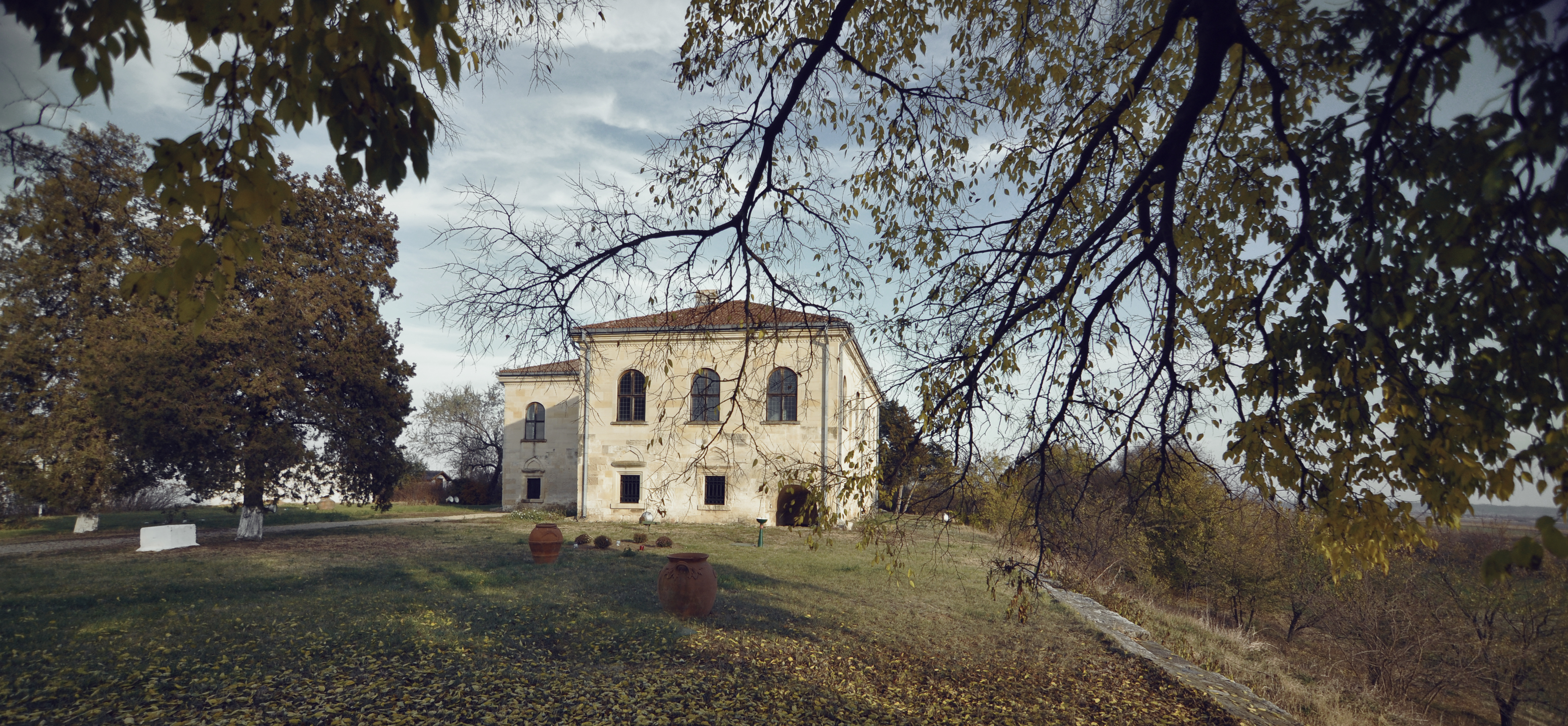
Casa familiei Năsturel-Herescu, monument istoric

În comuna Herăști se află curtea familiei Năsturel Herescu (secolul al XVII-lea, refăcut în 1833), monument istoric de arhitectură de interes național, ansamblu ce cuprinde casa familiei Năsturel-Herescu (1640–1642) și biserica „Sfânta Treime” și „Sfinții Arhangheli Mihail și Gavril” (1644). În pridvorul bisericii se mai află un monument istoric funerar sau memorial de interes național, și anume monumentul funerar al familiei Năsturel-Herescu (secolul al XIX-lea, strămutat în 1987).
În rest, alte patru obiective din comună sunt incluse în lista monumentelor istorice din județul Giurgiu ca monumente de interes local. Unul dintre ele este situl arheologic din „Grădina IAS” de la est de satul Herăști, sit ce conține o așezare neolitică atribuită culturilor Boian și Gumelnița, și o necropolă daco-romană din secolul al IV-lea e.n. Alte două obiective sunt clasificate ca monumente de arhitectură — conacul Stolojan (1900) de lângă podul de peste Argeș și curtea Stolojan (secolul al XIX-lea), aflată în colțul sud-vestic al curții Năsturel-Herescu, și cuprinzând casa Stolojan și anexe. Un al patrulea obiectiv, clasificat ca monument memorial sau funerar, este monumentul funerar al lui Milan Obrenovici (1814), ridicat aici de fratele vitreg al acestuia, principele sârb Miloš Obrenović.

## Personalități născute aici
- Paula Ivan (n. 1963), atletă.